# Якуповци
Якуповци — населенный пункт в общине Лакташи, которая принадлежит энтитету Республике Сербской, Босния и Герцеговина. По результатам югославской переписи населения 1991 года в Якуповцах проживало 1180 человек.

## Население
| 1961                           | 1971 | 1981 | 1991 | - | - | - |
| ------------------------------ | ---- | ---- | ---- | - | - | - |
| 850                            | 876  | 1068 | 1180 | - | - | - |
| Гистограмма динамики населения |      |      |      |   |   |   |

### Национальный состав
1971 год:
- Сербы — 843
- Хорваты — 10
- Югославы — 2
- Другие — 18
- Мусульмане — 3

1981 год:
- Сербы — 763
- Хорваты — 6
- Югославы — 84
- Другие — 213
- Мусульмане — 2

1991 год:
- Сербы — 1002
- Хорваты — 11
- Югославы — 65
- Другие — 100
- Мусульмане — 2